# قائمة القرى التي تم إخلاء سكانها خلال الصراع العربي الإسرائيلي
التالي قائمة بالقرى التي تم إخلاء سكانها أو تدميرها خلال الصراع العربي -الإسرائيلي .

## 1880–1946

### القرى العربية
وكان عدد من هذه القرى، في وادي يزرعيل، يسكنها مستأجرون من الأراضي التي باعها مجموعة متنوعة من الملاك، بعضهم محلي وآخرون عائلات من الملاك الغائبين، مثل عائلات كركبي وتويني وفرح وخوري وعائلة سرسق اللبنانية.
في بعض الحالات، تم بيع الأرض مباشرة من قبل الفلاحين المحليين (أصحاب الأرض).
أدى بيع الأراضي للمنظمات اليهودية إلى تهجير المزارعين المستأجرين.
يمكن الاطلاع أدناه على قائمة القرى الفلسطينية التي اقتلع منها المزارعون المستأجرون قبل عام 1948، مع سبب الاقتلاع (أي البيع من قبل المالك أو أي سبب آخر) مع اسم المستوطنات اليهودية على الأراضي المكتسبة حديثا (بين قوسين).
 
منطقة صفد:
- المطلة، سنة 1896 (متولا): الأرض مساحتها 12,800 دونم، تم بيعها وفقًا للقانون العثماني بواسطة المالك، وهو مسيحي من صيدا يدعى جبور بك رزق الله، لضابط بارون دي روتشيلد، جوشوا أوسوفيتسكي. تم تهجير سكانها الدروز.
- دفنة، سنة 1939 (دفنة):
- المنارة، تاريخ غير معروف (منارة): 2538 دونم تم شراؤها بواسطة الصندوق القومي اليهودي من المالك، أسعد بك خوري من بيروت.
- نجمة الصبح، تاريخ غير معروف (أييلت هشاحار [الإنجليزية]).

منطقة عكا:
- جعتون، تاريخ غير معروف (جعتون [الإنجليزية]):
- خربة جدين، سنة 1946، ومصادر أخرى تشير لسنة 1948 (يحيعام):

منطقة طبريا:
- أم الجنة، تاريخ غير معروف (ديجانيا بيت).
- ملحمية، سنة 1902: وفقًا لإدوارد سعيد، قرية مناحميا الزراعية اليهودية تم إنشاؤها سنة 1902 على أرض اشترتها جمعية الاستعمار اليهودية سنة 1901؛ حيث تم شراء 3,000 دونم مباشرة من الفلاحين المحليين، 700 دونم من ملاك محليين، وأكثر من 60,000 دونم من ملاك في بيروت وهم عائلات سرسق، تويني، ومدوّر. تم طرد المزارعين العرب بواسطة السلطات العثمانية.
- شعراء، بداية القرن العشرين (عمر شعراء، اليوم شدموت دفورا).
- سارونا، سنة 1910 (شارونا).
- سارجونا، تاريخ غير معروف (شورشيم، اليوم هزورعيم).
- يمه، سنة 1901 (يافنيئيل).

منطقة الناصرة:
- جاباتا، قرية فلسطينية تم تهجير سكانها سنة 1926. تم الاستحواذ على الأرض بواسطة المستوطنين اليهود، وتم إنشاء كيبوتس جفت على الموقع.
- خنيفس، قرية فلسطينية، تم تهجير سكانها سنة 1926. الأرض تم بيعها بواسطة عائلة سرسق، وهي من الملاك الغائبين، للصندوق القومي اليهودي. على هذه الأرض، تم إنشاء كيبوتس سريد بواسطة مهاجرين يهود من بولندا، تشيكوسلوفاكيا، والاتحاد السوفيتي. الكيبوتس يقع في شمال إسرائيل، في وادي يزرعيل بالقرب من مجدال هعيمق.
- جانجار، تم تهجير سكانها سنة 1922، تم إنشاء كيبوتس جينجار بواسطة مهاجرين يهود من بولندا وروسيا.
- رب النصرة، قرية فلسطينية، تم تهجير سكانها في تاريخ غير معروف، تم إنشاء مستوطنة (مزرا).
- تل العدس، تاريخ غير معروف (تل عدشيم).
- العفولة، 1925 (العفولة).
- الفولة، 1910 (مرحابيا).
- مشاح، 1902 (كفار طابور).
- سمونية، تاريخ غير معروف، (شيمرون).
- أم كبي، قرية فلسطينية، تم تهجير سكانها في تاريخ غير معروف.